# Въглеродна планета
Въглеродната планета, наричана още диамантена или карбидна планета, е теоретичен тип „земна“ планета, предложена от Марк Кухнер и Сара Сийгър.
Съвременните теории прогнозират, че такива планети вероятно ще имат ядро, богато на желязо, следвано от слоеве от силициев и/или титанов карбид и слой въглерод над него. Учени смятат,че на подобни планети с доминиращ въглерод може да съществува живот. Според изследователски екип от Университета в Чикаго, чрез моделиране на подобна планета е стигнато до заключението, че диамантът би бил често срещан материал на планетата.